# Les Authieux-sur-Calonne
Les Authieux-sur-Calonne è un comune francese di 297 abitanti situato nel dipartimento del Calvados nella regione della Normandia.

## Società

### Evoluzione demografica
Abitanti censiti